# Chamaeleo oweni
Chamaeleo oweni är en ödleart som beskrevs av Gray 1831. Chamaeleo oweni ingår i släktet Chamaeleo och familjen kameleonter. Inga underarter finns listade i Catalogue of Life.